# 베스틀라
베스틀라(Bestla)는 북유럽 신화에서 나오는 거인 족이다. 부리의 아들인 보르와 결혼하여 오딘과 빌리와 베이가 태어나게 한다.